# Coenocorypha
A Coenocorypha a madarak osztályának lilealakúak (Charadriiformes) rendjébe és a szalonkafélék (Scolopacidae) családjába tartozó nem.

## Rendszerezés
A nembe az alábbi 3 élő és 6 kihalt faj tartozik:
- chatham-szigeteki kiviszalonka (Coenocorypha pusilla) (Buller, 1869) - Chatham-szigetek
- hosszúcsőrű kiviszalonka (Coenocorypha aucklandica) (G.R.Gray, 1845)
  - Auckland-szigeteki kiviszalonka (Coenocorypha aucklandica aucklandica) (G.R.Gray, 1845) – Auckland-szigetek
  - Antipodes-szigeteki kiviszalonka (Coenocorypha aucklandica meinertzhagenae) Rothschild, 1927 – Antipodes-szigetek
  - Campbell-szigeti kiviszalonka (Coenocorypha aucklandica perseverance) Miskelly & Baker, 2010 – Campbell-sziget
- Snares-szigeteki kiviszalonka (Coenocorypha huegeli) (Tristram, 1893) – Snares-szigetek
- †északi-szigeti kiviszalonka (Coenocorypha barrierensis Oliver, 1955 - kihalt faj, egykor az Északi-szigeten élt
- †déli-szigeti kiviszalonka (Coenocorypha iredalei Rothschild, 1921 - kihalt faj, egykor az Déli-szigeten és a Stewart-szigeten élt
- †Forbes-kiviszalonka (Coenocorypha hathamica) (Forbes, 1893) – kihalt faj, Chatham-szigetek
- †fidzsi-szigeteki kiviszalonka (Coenocorypha miratropica) Worthy, 2003 – kihalt faj, Viti Levu szigetén élt
- †új-kaledóniai kiviszalonka (Coenocorypha neocaledonica) Worthy et al., 2013 – kihalt faj, Új-Kaledónia szigetén élt
- †Norfolk-szigeti kiviszalonka Coenocorypha sp. – még tudományosan le nem írt faj, mely egykor a Norfolk-szigeten élt